# Гринвилл (Миссисипи)
Гринвилл (англ. Greenville) — город и административный центр округа Вашингтон на западе штата Миссисипи, США. Расположен на реке Миссисипи у границы со штатом Арканзас в районе исторических хлопковых плантаций и культуры, известном как Дельта Миссисипи. Население по данным переписи 2020 года составило 29 670 человек.

## География

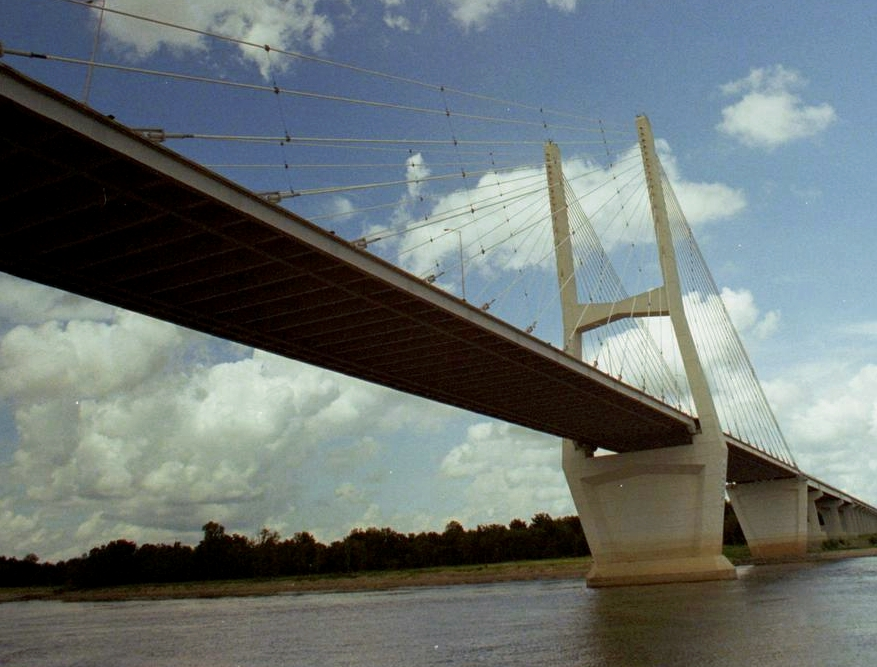
новый мост через реку Миссисипи, автомагистраль США 82

Гринвилл находится на низменной и плоской территории с плодороднейшими чернозёмовидными почвами на берегу пограничной реки Миссисипи, отделяющей его с запада от соседнего штата Арканзас. Согласно данным Бюро переписи США площадь города составляет 71,74 км², из которых 2,07км² составляет водная поверхность.
Город относится к субрегиону Глубокого Юга региона Дикси.

### Климат
По терминологии Кёппера Гринвилл находится в зоне субтропического океанического климата (Cfa): лето долгое, жаркое и влажное, а зима мягкая и короткая. Город, как и штат в целом, подвержен ураганам, приходящим с Мексиканского залива.
| Показатель              | Янв.  | Фев.  | Март  | Апр.  | Май   | Июнь | Июль | Авг. | Сен. | Окт. | Нояб. | Дек.  | Год  |
| ----------------------- | ----- | ----- | ----- | ----- | ----- | ---- | ---- | ---- | ---- | ---- | ----- | ----- | ---- |
| Абсолютный максимум, °C | 32    | 33    | 33    | 36    | 38    | 42   | 43   | 42   | 42   | 36   | 31    | 29    | 43   |
| Средний максимум, °C    | 12,4  | 14,9  | 19,4  | 24,4  | 28,4  | 32,4 | 33,6 | 33,4 | 30,9 | 25,7 | 18,9  | 13,7  | 24   |
| Средний минимум, °C     | 1,4   | 3,1   | 6,9   | 11,8  | 16,3  | 20,6 | 22,2 | 21,6 | 18,1 | 11,4 | 6     | 2,4   | 11,8 |
| Абсолютный минимум, °C  | −18   | −19   | −9    | −2    | 3     | 9    | 12   | 11   | 3    | −4   | −9    | −17   | −19  |
| Норма осадков, мм       | 129,8 | 123,7 | 141,5 | 131,3 | 118,4 | 88,6 | 96,8 | 73,7 | 74,9 | 71,4 | 120,4 | 141,5 | 1312 |

## История

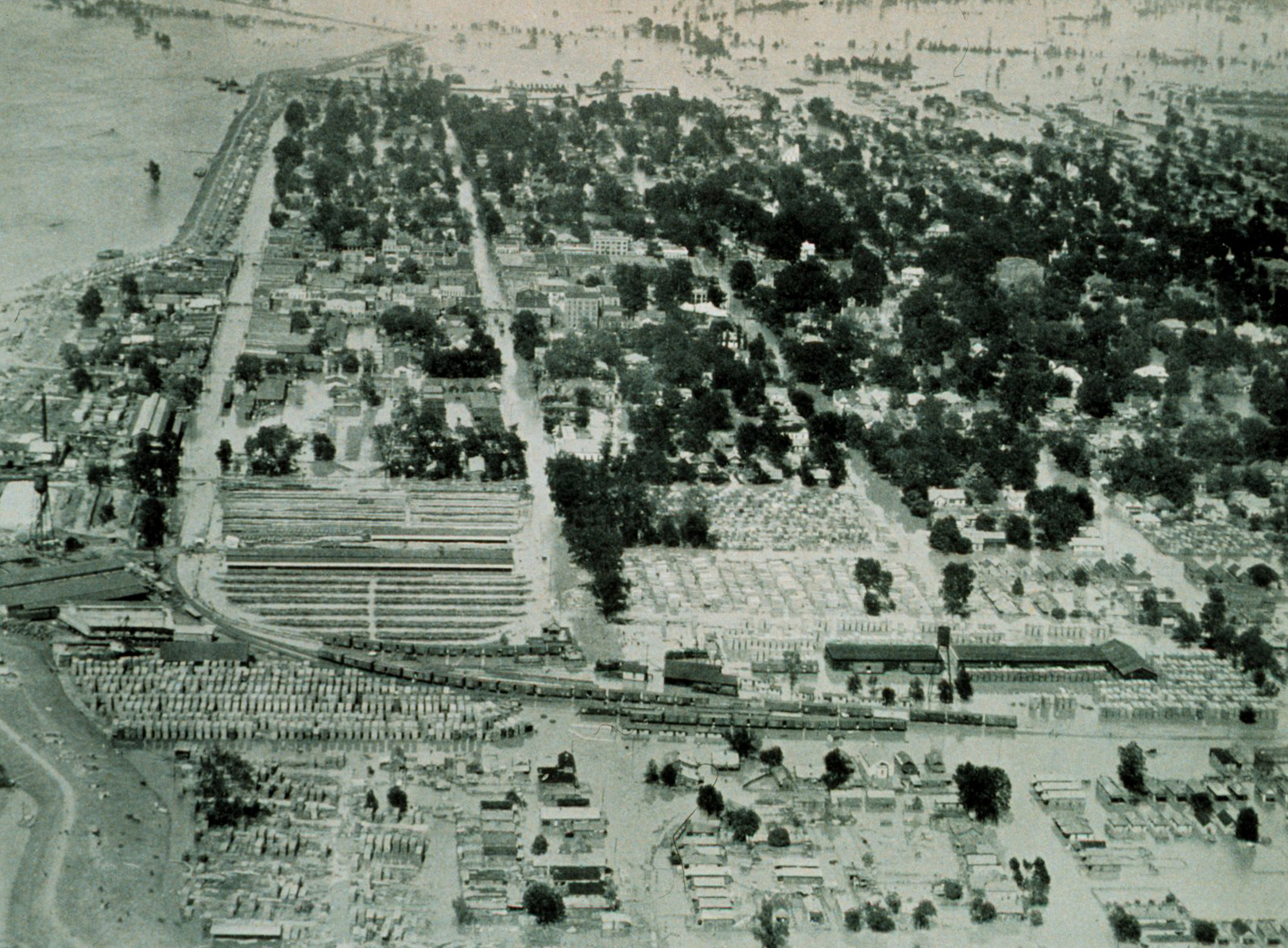
Великое наводнение на Миссисипи 1927 года в Гринвилле

Данный район ранее был заселён индейцами. Первыми европейскими колонистами были французы. Гринвилл основал Уильям Блантон в 1824 г., подавший заявку на землю Правительству США.

## Население
Последние десятилетия население Гринвилла сокращается и по данным переписи 2020 года оно составило 29 670 человек (-13,75 % от переписи 2010 года), 9 место по штату.
Средний доход на домохозяйство составил 25928 дол., средний на семью $30788. Мужчины в среднем имеют $29801, а женщины в среднем $20707.

### Религия
Гринвилл относится к так называемому Библейскому поясу США.

## Транспорт

### Автомобильный

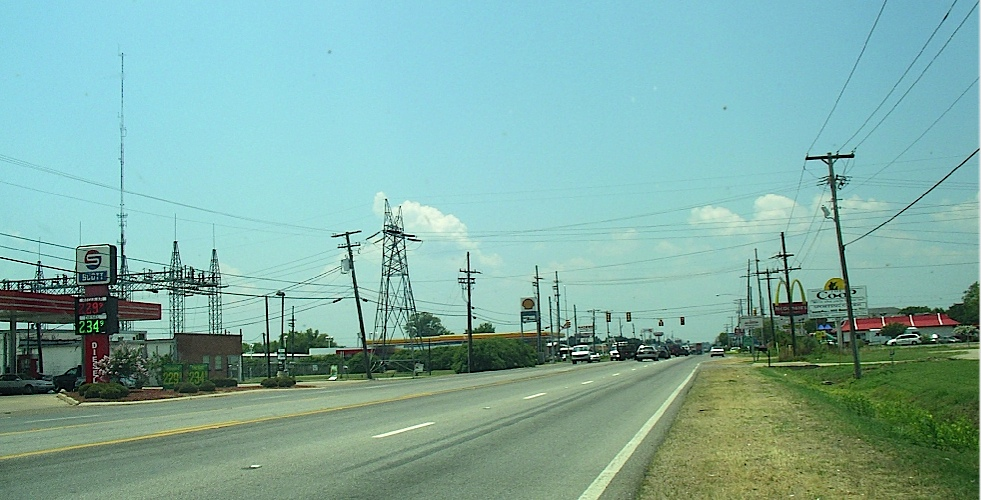
при въезде в Гринвилл

Автомагистраль США 82 и шоссе штата 1 (The Great River Road) являются основными транспортными артериями города.

### Воздушный

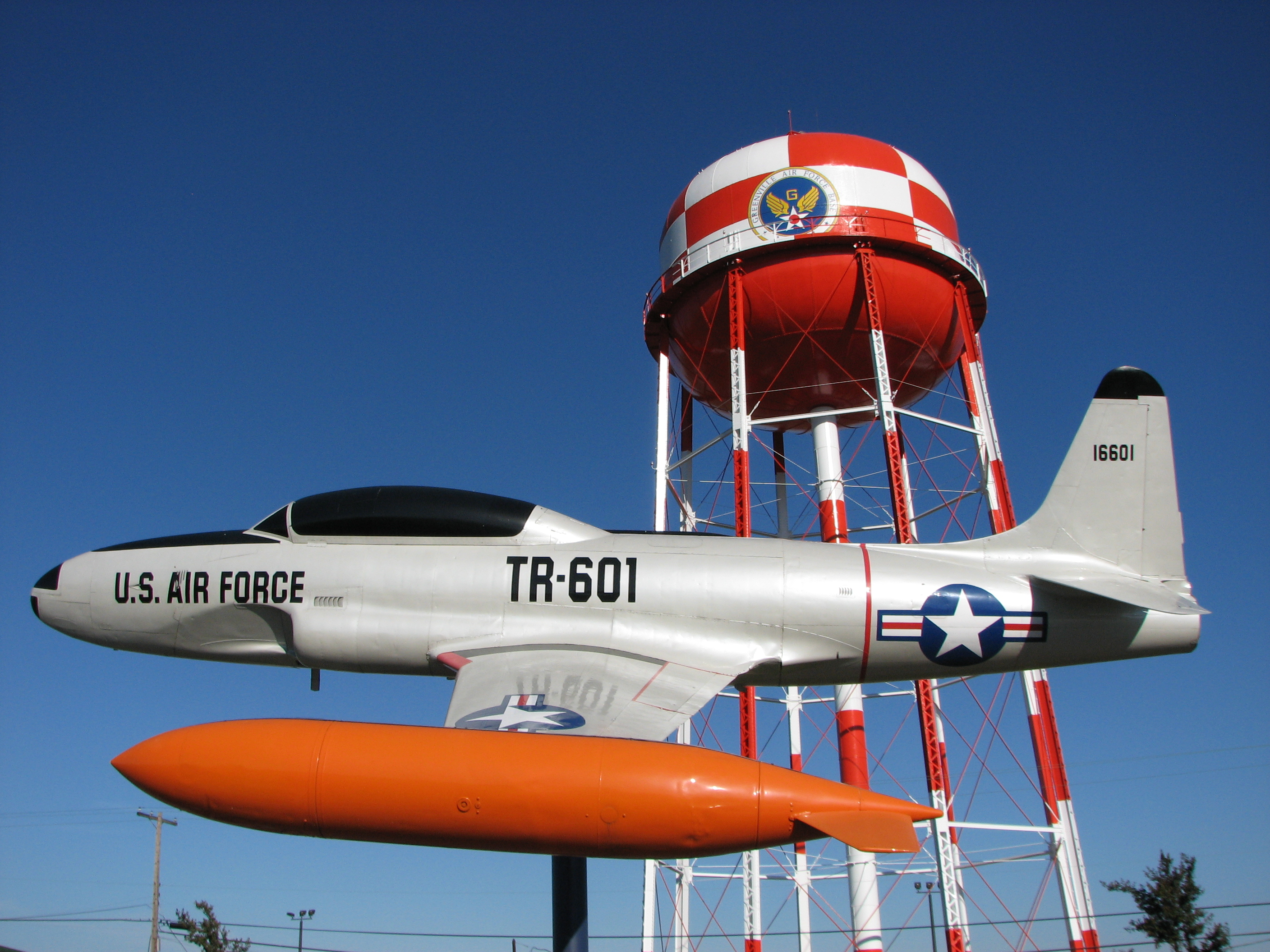
мемориал ВВС

Региональный аэропорт Mid Delta Regional Airport (бывшая военная база с 1940 г. по 1966 г.) находится в 5,5км к северо-востоку от города. Ежедневно выполняются беспосадочные рейсы в Нашвилл и Даллас.

## Образование
Город обслуживается государственными, частными и приходскими школами, а также действуют платные и бесплатные курсы высшего образования от соседних университетов.

## Спорт
В Гринвилле появится мега-спортивный комплекс для юных спортсменов.

## СМИ
Ежедневная газета города — Delta Democrat Times.

## Известные люди
- Мэри Уилсон — американская певица, участница группы Supremes.
- Латойя Томас — профессиональная баскетболистка.
- Джим Хенсон — создатель телепрограммы «Маппет-шоу».

## Достопримечательности
Около 4,5 км к северу от города расположен парк штата Уинтервильские курганы — археологический памятник, причисленный в 1993 году к Национальным историческим достопримечательностям.

## Гринвилл в культуре

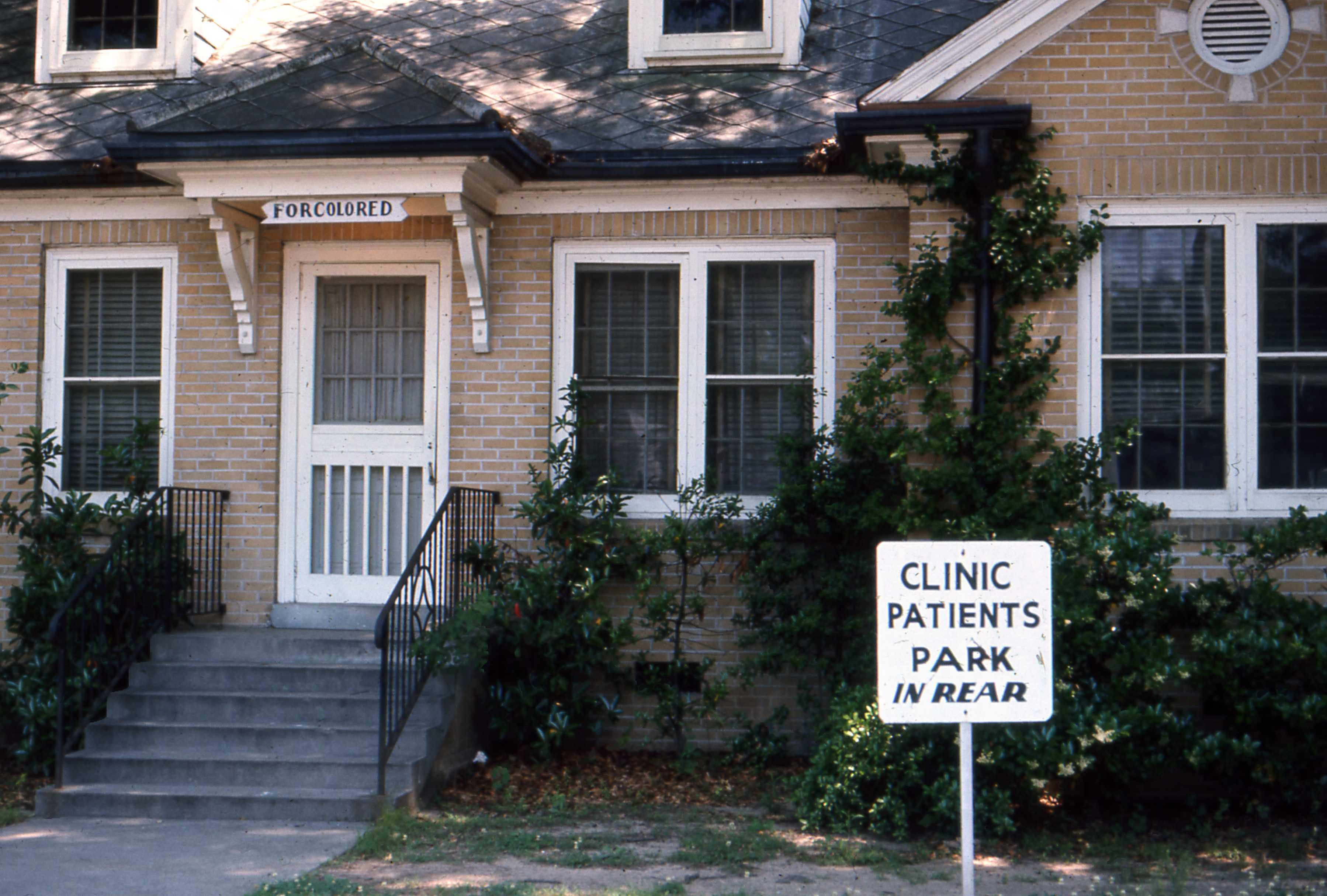
Клиника 1966 г. Обратите внимание на табличку над дверью

Фильмы «Воры» (The Reivers) 1969 г. и «Перекрёсток» (Crossroads) 1986 г. были сняты в Гринвилле.
Голландская группа «Pussycat» выпустила в 1975 году песню «Mississippi», где на всём её протяжении упоминается Гринвилл и которая достигла первого места в чартах Европы.

## Города-побратимы
- Кронах, Германия (2006)
- Гринвилл, Либерия (2009)